# Hyperaspis leachi
Hyperaspis leachi är en skalbaggsart som beskrevs av Nunenmacher 1934. Hyperaspis leachi ingår i släktet Hyperaspis och familjen nyckelpigor. Inga underarter finns listade i Catalogue of Life.